# Fortdruckpreis
Der Fortdruckpreis bezeichnet im Druckwesen die Mehrkosten für die Erhöhung der Auflage einer Publikation gegenüber einem dem Kunden gemachten Angebot über den Preis einer Grundauflage. 
Beim Angebot einer Druckerei unterscheidet man den Preis für die Grundauflage eines Printmediums, der bereits alle Fixkosten, z. B. die Kosten der Druckvorstufe wie die Erstellung der Druckvorlagen und Druckplatten sowie die Rüstkosten der Maschinen umfasst, und den Fortdruckpreis. Dieser gilt in der Regel nur dann, wenn die Druckmaschine ohne Unterbrechung weiterlaufen kann und eine entsprechend höhere Anzahl an Drucken mehr produziert wird, als ursprünglich als Auflagenhöhe kalkuliert war. Den Preis einer später gedruckten zusätzlichen Auflage nennt man Nachdruckpreis, da bei einem Nachdruck in geringem zeitlichen Abstand in der Druckerei zwar nicht alle Fixkosten neu anfallen, aber je nach Druckverfahren einige meist personalintensive Vorbereitungen (z. B. Umrüstung der Maschinen) erneut durchgeführt werden müssen.
Der Fortdruckpreis umfasst hauptsächlich die Materialkosten sowie den Maschineneinsatz und die je nach Zeitdauer des Fortdrucks anfallenden Personalkosten. Die Materialkosten z. B. für Papier und Druckfarben sowie für Materialien der Endfertigung können bei einer höheren Auflage pro Stück ebenfalls geringer werden, so dass sich eine Druckpreisstaffelung ergibt. Fortdruckpreise werden daher meist als Mehrpreis je 1000 Stück (FD 1000) bei einer bestimmten zu produzierenden Auflage angegeben, es können aber auch beliebige andere Auflagensprünge für die Staffelung gewählt werden.